# Schlauchliner
Ein Schlauchliner ist ein Faserverbundwerkstoff, der zur grabenlosen Sanierung von erdverlegten, drucklosen Entwässerungsnetzen (Kanalisation) verwendet wird. Das Verfahren wird als Schlauchlining bezeichnet. Seine Hauptbestandteile sind duroplastische Kunstharze, welche durch eine chemische Reaktion eine Matrix bilden, sowie textile Materialien wie Glasfasern, die eine verstärkende Funktion besitzen und Vliese, die als reiner Formträger der Harzmatrix dienen. Durch gezielte Beimengung von so genannten Zuschlagstoffen kann man in bestimmten Bereichen eine Erhöhung der mechanischen Festigkeiten erreichen.

## Harzarten
Die gängigsten Schlauchlinersysteme basieren auf ungesättigten Polyesterharzen (UP-Harze) der Gruppe 3 gemäß DIN 18820-1 Tabelle 1 bzw. des Typs 1140 gemäß DIN 16946-2. Der markante Styrolduft dient als unfehlbarer Indikator für deren Einsatz. An zweiter Stelle stehen zurzeit die Epoxidharze (EP-Harze) des Typs 1040-0 gemäß DIN 16946-2. Des Weiteren sind auch Silikatharze oder für spezielle Einsätze die Vinylesterharze des Typs 1310 gemäß DIN 16946-2 im Einsatz. Grundsätzlich besitzen alle zurzeit vom DIBt in Berlin zugelassenen Harzsysteme, die beim Schlauchlining eingesetzt werden, eine höhere Qualität als beispielsweise beim Yachtbau.
Gemäß DIN EN ISO 11296-4 (seit 07/2011 Ersatz für die DIN EN 13566-4) Abschnitt 5.1 besteht ein Schlauchliner aus einer Harzmatrix und einer Trägerfaser unter optionaler Verwendung von Verstärkungsfasern und Folien, die zum Teil reversibel sind (Innenfolie) und im Anschluss an die Sanierung entfernt werden. Einige Systeme belassen die Innenfolien nach Abschluss der Aushärtung planmäßig in der Haltung, ohne dass sie Bestandteil des Systems sind. Bei einigen, vorwiegend auf Synthesefasern basierenden Systemen, wurde die Innenfolie in der DIBt Zulassung als integraler Bestandteil mit aufgenommen. Die Innenfolie muss dazu die Anforderungen eines vom DIBt festgelegten Prüfprogramms erfüllen. Schlauchliner müssen gemäß der DIN EN ISO 11296-4 eine Mindestdicke von 3,0 mm aufweisen. Dünnere Systeme sind nicht als Schlauchliner zu bezeichnen.
Schlauchliner können als statisch tragendes Rohr im Rohr verwendet werden. Hierzu muss das System die Anforderungen des ATV Merkblattes 127-2 erfüllen und statisch bemessen werden. Gemäß DIBt muss das Material in diesem Fall eine Ringsteifigkeit von min. 5.000 N/m² aufweisen. Für die statische Bemessung muss das Material definierte, mechanische Kennwerte erreichen, die durch die Eignungsprüfung oder im Rahmen einer DIBt-Zulassung zu ermitteln sind. Für den Einsatz auf privatem Grund ist die DIBt-Zulassung zwingend erforderlich. Im Rahmen der DIBt Zulassung muss das Material eine Reihe von Eignungstests (Prüfprogramm) durchlaufen, bei dem die spezifischen Eigenschaften der Ausgangsstoffe und des entstehenden Verbundwerkstoffs ermittelt und anschließend festgeschrieben werden. Dies geschieht durch dafür akkreditierte und vom DIBt als Zertifizierungsstelle anerkannte Prüfstellen. Des Weiteren muss der Hersteller die für den Einbau notwendige Verfahrenstechnik und die dafür benötigten Geräte definieren und festschreiben.

## Aushärtung
Die Verfahrenstechnik zur Aushärtung der Schlauchliner unterteilt sich im Moment in vier Hauptgruppen:
1. Inversion oder Eversion des Schlauchliners mittels Wasserdruck und Aushärtung mittels Warmwasser.
2. Inversion oder Eversion des Schlauchliners mittels Luftdruck und Aushärtung mittels Dampf.
3. Einzug des Schlauchliners mittels Seilwinde, Aufstellen und Verdichten mittels Luftdruck und Aushärtung mittels UV-empfindlichen Photoinitiatoren.
4. Kombination des Einzugs- und Inversionsverfahrens und Aushärtung mittels Warmwasser.

Bei der Inversion wird der Schlauchliner durch Umkrempeln von der Innen- auf die Außenseite mithilfe von Wasser- oder Luftdruck in die zu sanierende Haltung gebracht – ähnlich dem Stülpen einer Socke von links auf rechts. Dazu muss je nach Sohltiefe der Haltung oberhalb des Startschachts ein Turm aufgebaut werden um den Wasserdruck auf die örtlichen- und Systembedingungen abzustimmen. Bei der Inversion mithilfe von Druckluft wird der Schlauchliner über eine Trommel in die Haltung gebracht. Der Liner wird dazu vollständig in einer druckdichten Trommel aufgerollt und anschließend mithilfe von Druckluft invertiert.
Grundsätzlich sind die meisten der verwendeten Systeme in der Lage, unter Umgebungstemperatur zu erhärten. Man erzielt jedoch höhere Reaktionsumsätze bei der Bildung der Harzmatrix, wenn die Reaktion der Harze durch Temperatur initiiert bzw. gefördert wird. Dies kann durch Zugabe von Energie in Form von Wärme geschehen. Dabei stehen zurzeit zwei Varianten im Vordergrund, die Warmwasserhärtung und die Dampfhärtung.
Zunehmender Beliebtheit erfreuen sich die auf UV-empfindlichen Photoinitiatoren basierende Systeme. Diese Systeme setzen die Reaktion durch Verwendung so genannter chemischer Radikale in Gang. Hierbei werden durch Initiierung infolge UV-Bestrahlung Radikale zerstört und die Reaktion ermöglicht. Die UV-Strahlung muss dabei genau auf das Harzsystem abgestimmt sein.
In allen Fällen wird eine exotherme Reaktion initiiert, die zur Aushärtung des Materials führt. Dabei dient bei Warmwasserverfahren das umgebende Wasser auch als Moderator der Reaktion, denn die während der Reaktion entstehende Wärme wird vom Wasser aufgenommen und verhindert ein unkontrolliertes Überhitzen. Bei der UV-initiierten Reaktion wird der Aushärtevorgang über Temperatursensoren am Lampenzug kontrolliert. Die Temperaturen werden dem Operator im Steuerstand übermittelt. Dieser kann dann die Fahrgeschwindigkeit des UV-Lampenzuges korrigieren. Beim Dampfhärtungsverfahren wird die Reaktion durch Steuerung der Dampftemperatur geregelt. Die dafür notwendigen Temperatursensoren sitzen dabei zwischen dem Laminat und der Altrohrwand der Haltung. Wichtig dabei ist, dass die Sensoren im Sohlbereich angeordnet werden. Da sich bei der Härtung mittels Dampf auch Kondensat bildet, welches über die Sohle abläuft und abgeführt werden muss, kann die Reaktion in diesem Teil des Laminats beeinflusst werden.

## Imprägnierung
Die Herstellung der Systeme unterscheidet sich in die werksseitige und die örtliche Imprägnierung.

### Werkseitige Imprägnierung
Bei der werksseitigen Herstellung der Systeme werden die Schläuche nach Kundenwunsch in einem Werk konfektioniert (Durchmesser, Wanddicke und Länge) und mit Harz getränkt auf die Baustelle geliefert. Dabei muss je nach System darauf geachtet werden, dass der imprägnierte Schlauch entweder vor Wärme oder vor Sonnenlicht geschützt wird. Wärmeempfindliche Systeme werden in der Regel eisgekühlt geliefert, UV-Systeme in der Regel in einer Holzkiste. Alle vom DIBt zugelassenen Systeme besitzen einen spezifischen, definierten Einbautemperaturbereich, der einzuhalten ist. Zu erkennen sind die DIBt-zugelassenen Systeme an einem auf der Transportkiste deutlich sichtbar anzubringenden Ü-Zeichen. Dieses Ü-Zeichen garantiert die Einhaltung der vom DIBt festgeschrieben Materialkomponenten. Auf dem Ü-Zeichen steht eine Zulassungsnummer die immer mit Z-42.3-XXX beginnt. Das XXX steht für eine systembezogene dreistellige Nummer. Zudem steht innerhalb des Ü-Zeichens die vom DIBt anerkannte, unabhängige Zertifizierungs- und Prüfstelle. Nur überwachte Produkte entsprechen den Vorgaben des DIBt und garantieren dem Kunden den Einsatz der verfahrensspezifischen Materialkomponenten und die Einhaltung der geforderten Qualitäten.

### Örtliche Imprägnierung
Bei der örtlichen Imprägnierung des Schlauches findet der Imprägniervorgang in einer mobilen Mischanlage statt. Diese besteht aus einem Förderband, den Tanks für die Komponenten und einem Statikmischer, der auf das Harzgemisch abgestimmt sein muss. Zudem ist es ratsam, wenn die Tanks klimatisiert werden können, um die Verarbeitungstemperaturen einhalten zu können. Durch Anlegen eines Vakuums wird die Luft zum einen aus dem Schlauch gezogen, zum anderen wird das Harzgemisch in der Trägerfaser verteilt. Da die Faser durch eine Arbeitsfolie, welche einseitig aufkaschiert wurde, abgedichtet ist, kann ein Unterdruck aufgebaut werden. Diese Folie bildet bei den Inversionssystemen die spätere Innenseite des neuen Rohres nach Abschluss der Sanierung. Im Allgemeinen werden zurzeit nur Synthesefaserliner örtlich getränkt. Glasfaserliner werden im Moment nur werksseitig hergestellt. Dies bezieht sich ebenfalls auf Schlauchliner; Kurzliner, die im Aufbau verwandt sind, werden auch mit Glasfasern örtlich hergestellt. Auch hier muss sich ein Ü-Zeichen auf den Gebinden oder als Beipackzettel mit der entsprechenden Zulassungsnummer finden. Nicht gekennzeichnete Produkte unterliegen keiner Überwachung.
Um einen ausreichenden Reaktionsumsatz zu gewährleisten, muss der Aushärtevorgang unter speziell definierten Bedingungen ablaufen. Dies betrifft z. B. die Anwärmphase bei der das Material vorgewärmt wird, die Aushärtephase, bei der die Matrix gebildet wird und die Abkühlphase bei der Spannungen im Material abgebaut werden. Eine unkontrollierte Aushärtung, die von den systemspezifischen Parametern abweicht, führt i. d. R. zu unbefriedigenden Ergebnissen im Bezug auf die mechanischen Festigkeit, die Aufschluss auf den Aushärtgrad des Materials gibt.

## Qualitätssicherung
Im Rahmen der Sanierung des öffentlichen Kanalnetzes werden zur Qualitätssicherung speziell in den Schächten präparierte Proben des Kunststoffes zur Prüfung in ein Labor geschickt. Im Allgemeinen werden dabei die mechanischen Kurzzeitwerte wie Biegezugfestigkeit und E-Modul unter Bestimmung der Wandstärke gemäß DIN EN ISO 178 / ISO 11296-4 ermittelt und mit den Vorgaben der DIBt-Zulassung bzw. statischen Berechnung (Eignungsprüfung) abgeglichen. Zudem wird die Wasserdichtheit des Laminats in einem von der DIN EN 1610 abgeleiteten Verfahren ermittelt.
Die zur Sanierung von Grundstücksentwässerungsleitungen verwendeten Systeme können größtenteils auch mithilfe der thermischen Analytik auf ihre Qualität hin überprüft werden. Das hierfür zum Einsatz kommende Verfahren kürzt sich mit den Buchstaben DSC Analyse ab.
Für die Qualitätssicherung gibt es speziell für diesen Bereich akkreditierte Prüflaboratorien.
Der Schlauchliner ist ein Qualitätsprodukt, welches ständig weiterentwickelt wird. Wichtig für eine erfolgreiche Sanierung sind die Einhaltung der Normen, technischen Regelwerke und Verfahrenstechniken der Systeme durch geschultes Personal, von der Planung über die Ausführung bis hin zur Qualitätssicherung.